# David Twohy
David Neil Twohy (uttalas "Tui", alternativt "Too-ee"), född 18 oktober 1955 i Los Angeles County i Kalifornien, är en amerikansk filmregissör och manusförfattare. Han är känd för att skapa och arbeta med en del science fiction-actionfilmer, däribland filmerna i Riddick-serien (Pitch Black, Chronicles of Riddick och Riddick), med Vin Diesel i huvudrollen som just Riddick (Richard B. Riddick). Han har även skrivit manus och ska regissera en fjärde Riddick-film, som kommer att gå under titeln Furya.

## Filmografi (i urval)
| 1988 | Critters 2            |    | Ja |                             |
| 1989 | Warlock               |    | Ja |                             |
| 1993 | Jagad                 |    | Ja |                             |
| 1994 | Fritt fall            |    | Ja | Även exekutiv producent     |
| 1995 | Waterworld            |    | Ja |                             |
| 1996 | The Arrival           | Ja | Ja |                             |
| 1997 | G.I. Jane             |    | Ja |                             |
| 2000 | Pitch Black           | Ja | Ja |                             |
| 2001 | Enemy of the Earth    |    | Ja |                             |
| 2002 | Below                 | Ja | Ja | Cameo som "Brittisk kapten" |
| 2004 | Chronicles of Riddick | Ja | Ja |                             |
| 2009 | A Perfect Getaway     | Ja | Ja |                             |
| 2013 | Riddick               | Ja | Ja |                             |